# علی‌اکبر نوراد
علی‌اکبر نوراد پژوهشگر بانکداری بود. او برای نگارش کتاب شرکت‌های تعاونی و بانک برای کشاورزان در سال ۱۳۳۲ برندهٔ جایزه سلطنتی کتاب سال شد.

## تحصیلات
او دورهٔ کارشناسی ارشد را با نگارش پایان‌نامه‌ای تحت‌عنوان اعتبارات کشاورزی در برنامه‌های توسعهٔ اقتصادی در ایران (۱۳۴۲) به‌راهنمایی منوچهر زندی حقیقی در دانشگاه تهران گذراند.